# Break the Spell
| Recensione           | Giudizio |
| -------------------- | -------- |
| Metacrtitic          | (62/100) |
| AllMusic             | [ 1 ]    |
| Audiopinions         | (9.5/10) |
| Entertainment Weekly | B        |
| Billboard            | 71%      |
| Slant                | [ 6 ]    |
| Sputnikmusic         |          |
| Newsday              | B-       |
| Loudwire             | [ 8 ]    |
| Celebrity Cafè       | [ 9 ]    |
| Artistdirect         | [ 10 ]   |

Break the Spell è il terzo album in studio del gruppo musicale statunitense Daughtry, pubblicato il 21 novembre 2011.
Il 15 dicembre 2011 è stato ufficialmente certificato come disco d'oro.

## Descrizione
Secondo Chris Daughtry, fondatore e frontman del gruppo, l'album è "più ritmato e con testi positivi" e il sound "non ha niente a che fare con gli altri due album precedenti". Chris ha scritto tutte le canzoni insieme ai chitarristi della band Josh Steely e Brian Craddock, al bassista Josh Paul e hanno collaborato anche Marti Frederiksen, Busbee e Brett James.
Prima che l'album venisse pubblicato, l'emittente ESPN usò le canzoni "Renegade", "Louder Than Ever" e "Outta My Head" durante alcuni dei propri programmi.

## Accoglienza
Break the Spell debuttò alla posizione numero 67 della UK chart. Nella Billboard 200 debuttò alla posizione numero 8 con 129 000 copie vendute.

## Tracce
1. Renegade – 3:36
2. Crawling Back to You – 3:45
3. Outta My Head – 3:31
4. Start of Something Good – 4:24
5. Crazy – 3:24
6. Break the Spell – 3:32
7. We're Not Gonna Fall – 3:19
8. Gone Too Soon – 3:36
9. Losing My Mind – 3:49
10. Rescue Me – 3:23
11. Louder Than Ever – 3:37
12. Spaceship – 3:51

### Deluxe Edition Bonus Tracks
1. Who's They – 3:12
2. Maybe We're Already Gone – 4:22
3. Everything But Me – 4:29
4. Lullaby – 2:26

### Japan Edition Bonus Tracks
1. Who's They – 3:12
2. Maybe We're Already Gone – 4:22
3. Everything But Me – 4:29
4. Lullaby – 2:26
5. Never Die – 3:27

## Classifiche
| Classifica                       | Posizione massima |
| -------------------------------- | ----------------- |
| ARIA Charts                      | 32                |
| Austrian Albums Chart            | 39                |
| CRIA Charts                      | 13                |
| German Albums Top 50             | 27                |
| Official New Zealand Music Chart | 18                |
| Schweizer Hitparade              | 19                |
| Swedish Albums Top 60            | 57                |
| Official Albums Chart            | 67                |
| US BIllboard 200                 | 8                 |

## Formazione
- Chris Daughtry – voce, chitarra ritmica
- Josh Steely – chitarra solista, cori
- Brian Craddock – chitarra ritmica, cori
- Josh Paul – basso, cori
- Robin Diaz – batteria, percussioni